# Race of Champions 1970
Résultats de la Race of champions 1970 (V Race of Champions) de Formule 1 hors-championnat qui a eu lieu sur le circuit de Brands Hatch le 22 mars 1970.

## Classement
| Pos. | no | Pilote               | Écurie                         | Voiture          | Tours | Temps/Abandon                   | Grille |
| ---- | -- | -------------------- | ------------------------------ | ---------------- | ----- | ------------------------------- | ------ |
| 1    | 1  | Jackie Stewart       | Tyrrell Racing Organisation    | March-Cosworth   | 50    | 1 h 12 min 51 s 8 (175,61 km/h) | 1      |
| 2    | 8  | Jochen Rindt         | Team Lotus Ltd                 | Lotus-Cosworth   | 50    | + 36 s 2                        | 4      |
| 3    | 5  | Denny Hulme          | Bruce McLaren Motor Racing Ltd | McLaren-Cosworth | 50    | + 1 min 22 s 4                  | 5      |
| 4    | 16 | Jack Brabham         | Motor Racing Developments Ltd  | Brabham-Cosworth | 49    | + 1 tour                        | 2      |
| 5    | 9  | Graham Hill          | Rob Walker Racing Team         | Lotus-Cosworth   | 49    | + 1 tour                        | 8      |
| 6    | 6  | Peter Gethin         | Bruce McLaren Motor Racing Ltd | McLaren-Cosworth | 49    | + 1 tour                        | 9      |
| Abd. | 12 | George Eaton         | BRM Ltd                        | BRM              | 23    | Électricité                     | 11     |
| Abd. | 4  | Bruce McLaren        | Bruce McLaren Motor Racing Ltd | McLaren-Cosworth | 21    | Accident                        | 6      |
| Abd. | 11 | Jackie Oliver        | BRM Ltd                        | BRM              | 12    | Mécanique                       | 3      |
| Abd. | 10 | Pete Lovely          | Pete Lovely Volkswagen Inc.    | Lotus-Cosworth   | 11    | Accident                        | 12     |
| Abd. | 3  | Chris Amon           | March Engineering Ltd          | March-Cosworth   | 10    | Arbre à cames                   | 7      |
| Abd. | 7  | John Surtees         | Bruce McLaren Motor Racing Ltd | McLaren-Cosworth | 10    | Transmission                    | 10     |
| Np.  | 14 | Jean-Pierre Beltoise | Équipe Matra                   | Matra            |       | Accident aux essais             |        |
| Np.  | 15 | Derek Bell           | Tom Wheatcroft Racing          | Brabham-Cosworth |       | Accident aux essais             |        |

Légende:
- Abd.= Abandon - Np.=Non partant

## Pole position et record du tour
- Pole position :  Jackie Stewart (March-Cosworth) en 1 min 25 s 8 (178,96 km/h).
- Meilleur tour en course :  Jack Brabham (Brabham-Cosworth) en 1 min 25 s 8 (178,96 km/h).